# 1924年ソビエト連邦憲法
ソビエト社会主義共和国連邦憲法（ソビエトしゃかいしゅぎきょうわこっくれんぽうけんぽう、ロシア語: Конститу́ция (Основно́й Зако́н) Сою́за Сове́тских Социалисти́ческих Респу́блик）は、1924年に制定された、最初のソビエト連邦憲法。ソビエト連邦基本法、レーニン憲法などとも訳される。

## 概要
1922年12月、第1回ソビエト連邦ソビエト大会でソビエト連邦結成条約が、ロシア・ソビエト連邦社会主義共和国、ザカフカース社会主義連邦ソビエト共和国、ウクライナ社会主義ソビエト共和国、白ロシア社会主義ソビエト共和国の4共和国間で締結された。
1924年憲法は、この条約を拡張し、更に重要な条項が記載された。憲法には、条約と同一の宣言、現在の世界秩序の反映、連邦によって発生する共通の利益、潜在的な拡大への許可、などが含まれた。元となった条約は26条項だったが、憲法は7章72条項が網羅された。1924年1月の第31回ソビエト連邦ソビエト大会（英語版）で批准され、1936年憲法に置き換えられるまでに6回改定された。
1924年憲法は、国家権限の最高機関としてソビエト議会を定め、常設機関として中央幹部会議を設置した。中央幹部会議は、連邦を構成する各共和国を代表する連邦ソビエトと、各民族の利益を代表する民族ソビエトで構成された。また、中央執行委員会幹部会が設けられ、中央執行委員会の閉会期間中は幹部会が行政を指揮監督した。中央執行委員会幹部会は人民評議会により選挙された。